# ヨーク (小売業)
ヨークは、セブン&アイ・ホールディングス傘下のイトーヨーカ堂が関東南部に展開する日本のスーパーマーケット。店舗屋号は、ヨークマート、ヨークフーズ、ヨークプライス、コンフォートマーケットがある。
2020年6月から2023年8月までは株式会社ヨークによる展開で、同社はセブン&アイ・ホールディングスの完全子会社であった。
翌月の2023年9月、株式会社ヨークは同グループの事業再編により株式会社イトーヨーカ堂が吸収合併、消滅した。店舗の運営は存続会社であるイトーヨーカ堂が継続しており、各屋号は当面変更されない。

## 概要

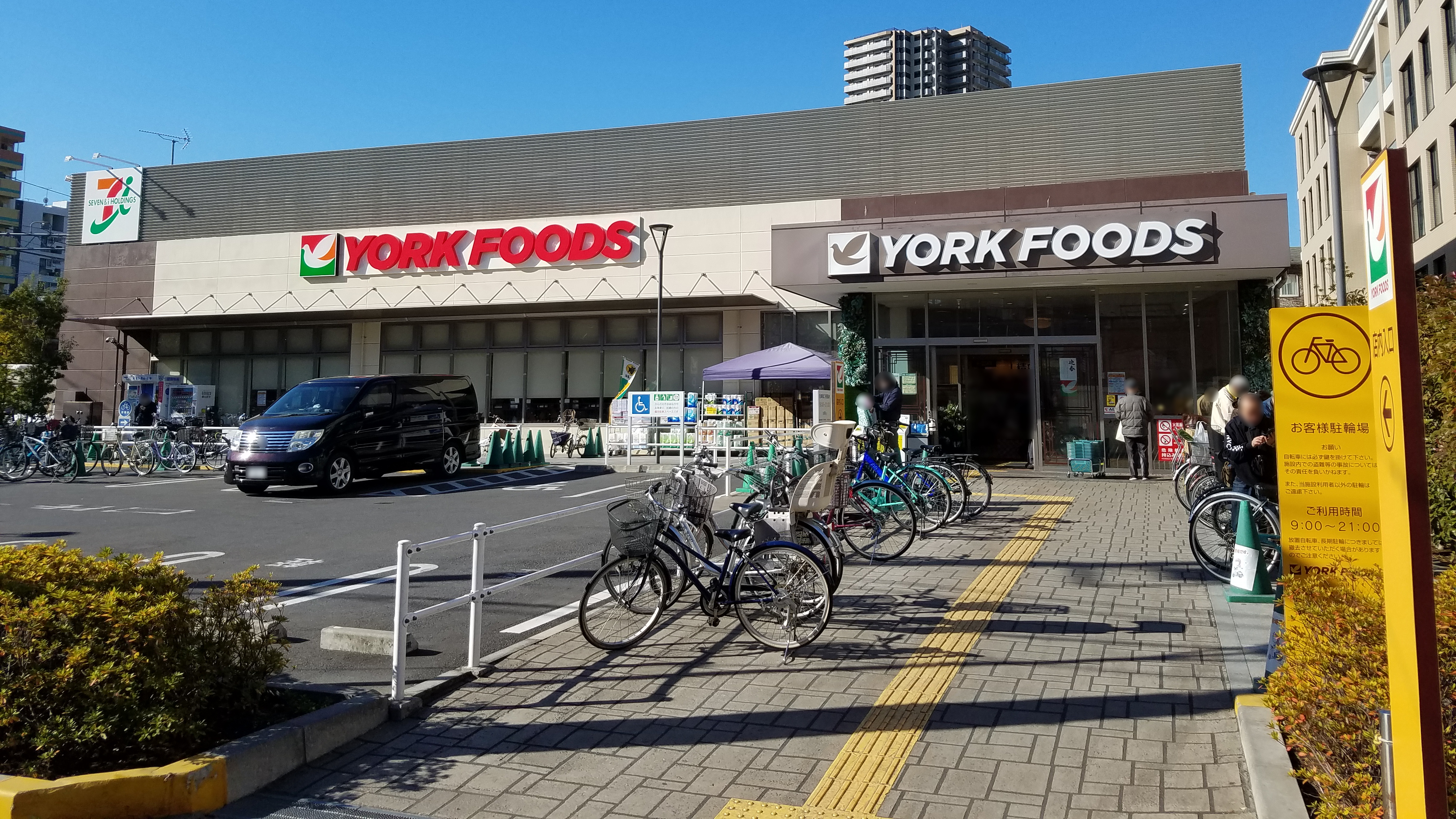
ヨークフーズ三ノ輪店

1975年12月に株式会社イトーヨーカ堂が首都圏をテリトリーとする食品専門のスーパーマーケットを運営する子会社として、株式会社ヨークマートを設立した。
1976年7月に1号店の勝田台店開店を皮切りに関東南部を中心に展開をしていった。

### セブン&アイグループの事業再編
2020年6月、セブン&アイホールディングスは首都圏の食品スーパーマーケット事業をヨークマートに集約する事業再編を実施する。
食品スーパーマーケット事業としてヨークマートの他に、イトーヨーカ堂本体で2010年代以降展開している「イトーヨーカドー食品館」、同じくイトーヨーカ堂直営のディスカウント型スーパーマーケット「ザ・プライス」、2019年に新規業態の実験店としてオープンした「コンフォートマーケット」がグループ内に存在していた。今回の事業再編ではこれら全てをヨークマートから社名変更したヨークに事業譲渡し、将来的に「ザ・プライス」を除く店舗のブランド名を「ヨークフーズ」に統一、「ザ・プライス」は「ヨークプライス」に変更する予定である。
さらに2023年6月16日には、同年9月1日をもって、法人を合併（存続会社はイトーヨーカ堂）させることを発表した。これはスーパーマーケット事業の低迷から、仕入れや商品開発を一体化することによるコスト削減を図り、向こう3年間のうちに黒字化を目指すとしたためである。現在のヨークが展開する各屋号は当面継続して使用する。

### ロゴ
イトーヨーカ堂（以下「IY」）と同じく、鳩のロゴマークであるが、配色はヨークベニマルと同じく赤と緑になっており、ヨークベニマルと色の配置が逆になっている（ヨークベニマルは上が緑・下が赤なのに対し、ヨークマートは上が赤・下が緑）。セブン&アイ・ホールディングス（以下「7&iHD」）発足後は7&iHDのロゴに変更されたが、店舗では鳩のマークも引き続き使われている。
2020年から展開する「ヨークフーズ」および「ザ・プライス」から転換された「ヨークプライス」では、セブン&アイ・ホールディングスのコーポレートカラーである赤・オレンジ・緑に白い鳩のマークが使用されている。

## 沿革

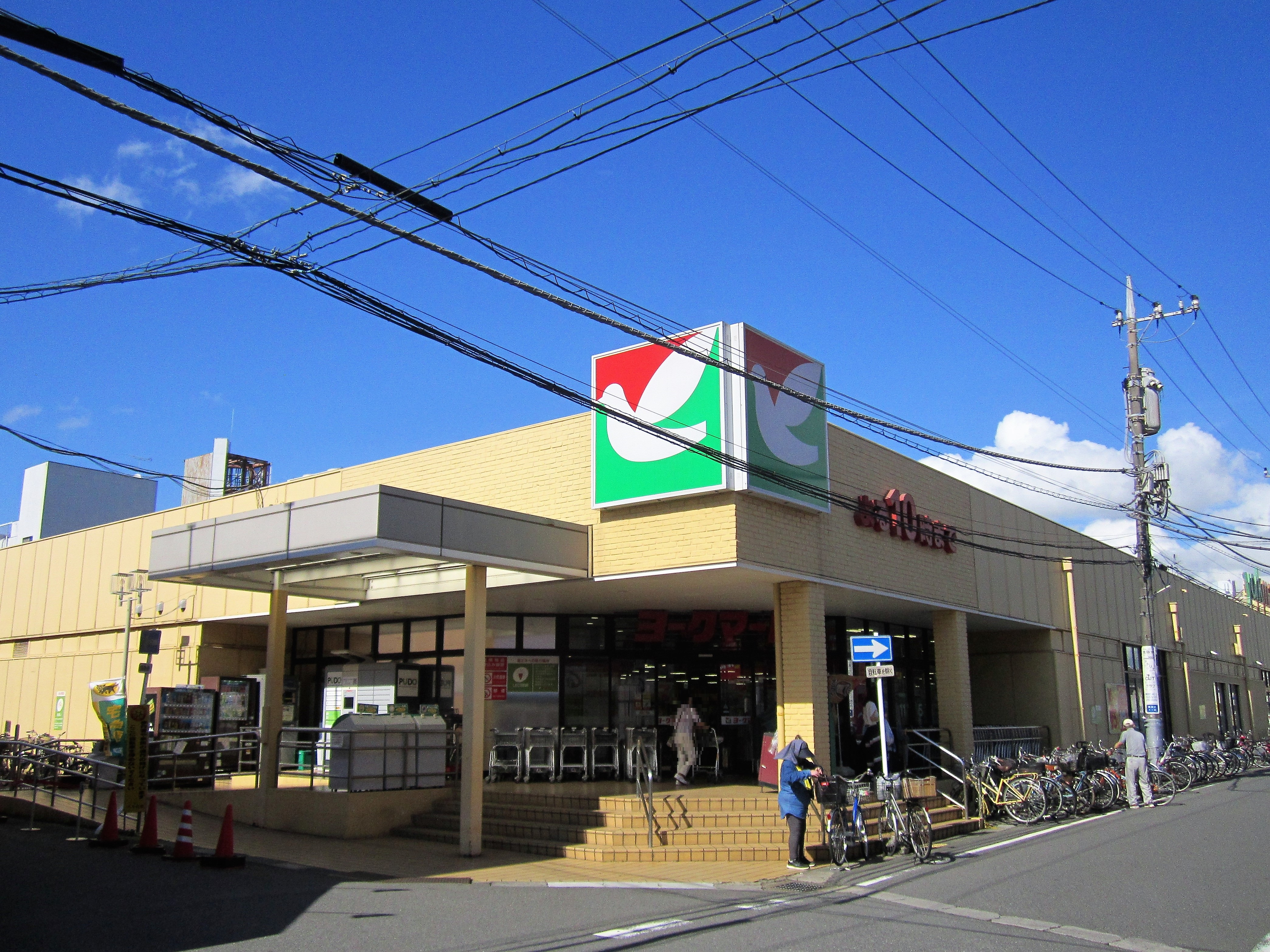
ヨークマート（現：ヨークフーズ）勝田台店（第1号店）

### 株式会社ヨークマート
- 1975年（昭和50年）12月 - 首都圏をテリトリーとする食品専門のスーパーマーケットを運営する子会社として、イトーヨーカ堂全額出資により株式会社ヨークマートを設立[広報 3]。
- 1976年（昭和51年）7月 - 千葉県八千代市に1号店の勝田台店が開店[広報 3]。
- 1989年（平成元年）11月 - 全店にPOSシステムを導入[広報 3]。
- 1998年（平成10年）4月 - 「毒蝮三太夫のミュージックプレゼント」（TBSラジオ）の冠スポンサーとなる。放送の中継は、ヨークマートからとなる。これは東食が経営破綻（現・カーギルジャパンとして再建）したことにより撤退した後の受け皿として協賛したもので、東食時代から取引のあった食品メーカー数社がサブ協賛していた。[要出典]
- 2005年（平成17年）9月1日 - セブン＆アイ・ホールディングスが設立[広報 4]。
- 2006年（平成18年）3月 - 持株会社制移行。イトーヨーカ堂の一部を分割して、セブン&アイ・ホールディングスが吸収合併したことでヨークマートの株式を取得したため、ヨークマートはセブン&アイ・ホールディングスの100%子会社となる。
- 2007年（平成19年）
  - 3月30日 - 「毒蝮三太夫のミュージックプレゼント」のスポンサーを降板。[要出典]
  - 5月17日 - セブン&アイ・ホールディングス初のプライベートブランド「セブンプレミアム」が誕生[広報 5]。
- 2008年（平成20年）11月 - 初めて大型ショッピングセンターへ出店。13日にフードセントラルララガーデン川口店[広報 6]と28日にフードセントラルモラージュ菖蒲店[広報 7]の2店舗が続けてオープン。
- 2009年（平成21年）2月22日 - 茨城県唯一の店舗であった新取手店が閉店し、茨城県から撤退[広報 8]。
- 2012年（平成24年）3月19日 - 全店で電子マネー「nanaco」の利用開始[広報 9]。
- 2018年（平成30年）1月14日 - 群馬県唯一の店舗であった玉村店が閉店し、群馬県から撤退[広報 10][6]。
- 2020年（令和2年）5月13日 - 新業態となる「ヨークフーズ」1号店（ちはら台店）をオープン[7]。

### 株式会社ヨーク
- 2020年（令和2年）
  - 6月1日
    - 株式会社フォーキャストを吸収合併[広報 11]。
    - 商号を株式会社ヨークに変更[広報 11]。
    - 本社を東京都千代田区二番町のセブン&アイ・ホールディングス本社内から東京都江東区青海のテレコムセンターに移転[広報 11][8]。
    - イトーヨーカ堂よりザ・プライスと食品館イトーヨーカドーの一部店舗を譲受[広報 11]。

  - 6月5日 - ヨーク運営の「食品館イトーヨーカドー」のブランド名を「ヨークフーズ」に、「ザ・プライス」を「ヨークプライス」に変更[7]。
- 2021年（令和3年）2月 - 店舗従業員の制服を一新、旧制服を再資源化[広報 3][広報 12]。
- 2022年（令和4年）10月21日 - ヨークフーズ中野店（旧イトーヨーカドー食品館中野店）を「ヨークフーズ with ザ・ガーデン自由が丘 中野店」としてリニューアルオープン[9][10]。
- 2023年（令和5年）
  - 5月 - 本社を東京都千代田区二番町に移転[広報 3]。
  - 6月16日 - セブン&アイ・ホールディングスが、イトーヨーカ堂とヨークを合併することと発表[11]。
  - 8月31日 - ヨークアプリのサービスが終了[広報 13][12]。

### イトーヨーカドーのストアブランドとして
- 2023年（令和5年）9月1日 - イトーヨーカ堂と経営統合[11][13]。イトーヨーカ堂を存続会社、ヨークを消滅会社とする吸収合併が行われた。店名は変わらずにイトーヨーカドーが展開するストアブランドとなった[広報 2][14][広報 14]。

## POSシステム
POSシステムは、NEC製を使用。

## 電子マネー
セブン&アイ・ホールディングスの電子マネーであるnanacoは、2012年3月19日より全店で利用できるようになった。レジやサービスカウンターにてチャージが可能。

## 店舗一覧
関東地方南部を中心に「ヨークマート」等の店舗を展開している（2023年9月時点で103店 - 東京都 23、神奈川県 30、千葉県 27、埼玉県 23）。同じセブン&アイ系列のスーパーマーケットにヨークベニマルがあり、こちらは関東地方では茨城県と栃木県にのみ出店していて、棲み分けがされている。しかし、茨城県に関しては、2005年の「ヨークベニマル赤塚店」の開店から、2009年の「新取手店」の閉店までの約4年間はエリアが重複していた。

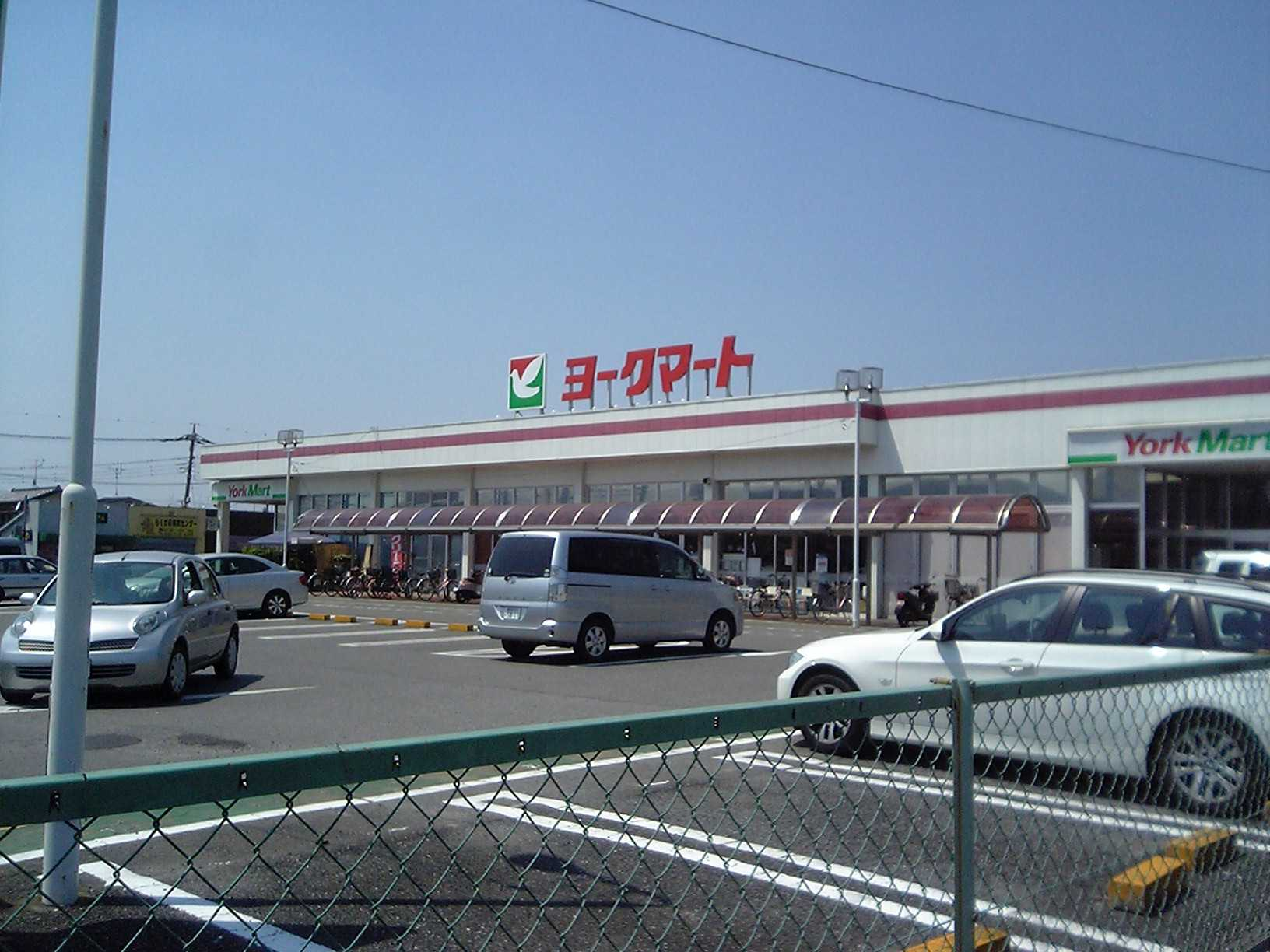
ヨークマート南桜井店（閉店済み）

### 閉店した店舗一覧
- ×は現在建物が解体された店舗。

#### 茨城県
- 水海道店×（水海道市・現：常総市水海道栄町2680-2　1979年開店 - ？閉店）[要出典]
水海道駅前のショッピングセンター「みつかいどうプラザ」のキーテナント。跡地はカスミ水海道栄町店。[要出典]
- 結城店（結城市結城7473　1984年10月開店[広報 15] - 1990年閉店）
1990年6月15日にイトーヨーカドー結城店に業務転換し[広報 15]、2004年7月25日に閉店。その後、コモディイイダが出店するが、2019年2月28日に閉店[15]。専門店街「しるくろーど」も2021年3月31日、破産通告を出し、完全閉店した。[要出典]
- 新取手店（取手市新取手1-10-1[要出典]　1981年4月開店[広報 8] - 2009年2月22日閉店[広報 8]）
跡地はスーパーマーケットのマスダを経て、TAIRAYA新取手駅前店。[独自研究?]

#### 群馬県
- 玉村店（佐波郡玉村町上之手1480-1[要出典]　1987年11月開店[広報 10] - 2018年1月14日閉店[広報 10]）
跡地はダイレックス玉村店。[独自研究?]

#### 埼玉県
- 高坂店×（東松山市松風台9-1　？開店 - 1998年7月閉店）[要出典]
公団高坂ニュータウン内にあり、閉店後入れ替わりでマミーマート松風台店（現店舗の場所とは異なる）となった。[独自研究?]
- 若葉台南店×（鶴ヶ島市富士見1-10-14　？開店 - 1998年頃閉店）[要出典]
公団富士見団地内にあり、現在のデニーズ若葉店の西側のマンションの場所にあった。[独自研究?]
- 常盤店×（深谷市常盤町65-1　？開店 - 2003年2月閉店）
現在はマンション。[独自研究?]
- 深谷西店（深谷市深谷町7-15[要出典]　1996年3月開店[広報 16] - 2008年12月31日閉店[広報 16]）
深谷市から完全撤退した。跡地はディスカウントストアトライアル深谷店。[独自研究?]
- （初代）幸手店×（幸手市幸手5280-1[要出典]　1995年3月開店[広報 17] - 2011年6月26日閉店[広報 17]）
同年6月29日に（2代目）幸手店開業に伴い、閉店。[独自研究?]
- 武里店×（春日部市大場929-1[要出典]　1977年1月開店[広報 18] - 2012年1月22日閉店[広報 18]）
埼玉県が施工する都市計画道路「大場大枝線街路整備事業」に伴い、閉店。跡地はドラッグセイムス春日部大場店。[独自研究?]

- 南桜井店×（春日部市新宿新田324-10[要出典]　1995年3月開店[広報 19] - 2012年5月27日閉店[広報 19]）
春日部市から完全撤退した。跡地は更地。[独自研究?]

- 大宮櫛引店（さいたま市大宮区櫛引町1-779[要出典]　1983年10月開店[広報 20] - 2012年9月23日閉店[広報 20]）
跡地はマツモトキヨシ大宮櫛引店。[独自研究?]

- 妻沼店（熊谷市妻沼494[要出典]　1995年7月開店[広報 21] - 2015年6月28日閉店[広報 21]）
契約期間満了の為、閉店。跡地は業務スーパー妻沼店。[独自研究?]

- 武蔵藤沢店（入間市下藤沢353-1[要出典]　1997年6月開店[広報 22] - 2015年8月30日閉店[広報 22]）
跡地はTAIRAYA 武蔵藤沢店。[独自研究?]

- 北本店（北本市下石戸下221-1　1987年10月開店[広報 23] - 2016年2月28日閉店[広報 23][16]）
同年3月9日に北本二ツ家店開業に伴い閉店。跡地はスギ薬局北本南店とダイソー北本南店。[独自研究?]

- 下日出谷店（桶川市下日出谷西1-33-1[17]　1995年11月開店[広報 24] - 2019年10月13日閉店[広報 24][17]）
跡地はダイレックス下日出谷店。[独自研究?]

- 南元宿店（さいたま市桜区南元宿2-8-1、1981年9月開店 - 2023年11月19日閉店[18]）
同年11月22日にヨークフーズ中浦和店開業に伴い閉店。跡地にスギドラッグ南元宿店が2024年3月20日に開店[19]。

#### 東京都
- 東砂店（江東区東砂1-3-38[要出典]　1987年4月開店[広報 25] - 2010年10月24日閉店[広報 25]）
同年10月27日に（２代目）東砂店開業に伴い閉店。跡地はセリア東砂店とサンドラッグ東砂店。[独自研究?]
- 東矢口店（大田区東矢口3-19-1[要出典]　2012年3月14日開店[広報 26] - 2019年7月7日閉店[広報 27]）
東京トヨタU-Car蒲田跡地に出店。[独自研究?]跡地は東武ストア東矢口店が2019年8月2日に出店したが、2023年7月31日に閉店[20][出典無効]。
- 栗原店（足立区栗原4ー16ー1　1998年3月開店[広報 28] - 2019年8月31日閉店[広報 28]）
跡地はスギ薬局足立栗原店が出店。[独自研究?]
- 桜上水店（世田谷区桜上水2-6-9　1980年7月24日開店[21][出典無効] - 2023年9月18日閉店[22][出典無効]）
- 足立加平店（足立区　？開店 - ？閉店）[要出典]

#### 千葉県
- 増尾店×（柏市南増尾1-1-1　？開店 - ？閉店）[要出典]
跡地は温泉施設「南増尾健美の湯」。[独自研究?]
- 鎌ヶ谷道野辺店（鎌ケ谷市東道野辺5-11-38[要出典]　1994年7月開店[広報 29] - 2009年10月18日閉店[広報 29]）
同年10月28日に東道野辺店（ヨークタウン東道野辺）開業に伴い閉店[広報 29]。跡地はハードオフ鎌ヶ谷道野辺店。[独自研究?]
- みどり台店×（千葉市稲毛区緑町1-16-5 ？開店 - ？閉店）
ユニマートになったのちに営業譲渡され、マルエツみどり台店となったが2017年1月8日に閉店[23][出典無効]。現在はZOZOの広場。[独自研究?]
- 緑が丘店（八千代市緑が丘1-3-9[要出典]　1997年3月開店[広報 30] - 2019年2月17日閉店[広報 30]）
跡地はオーケー八千代緑が丘店。[独自研究?]

#### 神奈川県
- 戸塚原宿店（横浜市戸塚区深谷町234-1 1982年9月開店[広報 31] - 2015年3月22日閉店[広報 31]）
同年3月25日に戸塚深谷町店開業に伴い、閉店[広報 31]。
跡地は建物をそのままサンドラッグ戸塚原宿店として流用開店した後、1階部分をサンドラッグ戸塚原宿店、後の2021(令和3年)4月28日、2階部分を改装しダイソー横浜戸塚原宿店として開店した[独自研究?][24]。トイレ部分はヨークマート戸塚原宿店時代と同様に2階部分で共用である。2023(令和5年)10月15日現在、この形態で両店が営業している。環状4号沿いの同じ深谷町内の髙田工業株式会社戸塚工場跡地に開店したロイヤルホームセンター戸塚深谷店に隣接する形で、ヨークマート戸塚深谷店として開店するのに先駆けて、ヨークマート戸塚原宿店としての営業を終了するとのアナウンスが商圏とみなされていた戸塚区周辺の近隣住民にもあった。[独自研究?]